# سلاوونوو
سلاوونوو (به لاتین: Slavoňov) یک منطقهٔ مسکونی در جمهوری چک است که در ناحیه ناخود واقع شده‌است. سلاوونوو ۳٫۹۲ کیلومتر مربع مساحت و ۲۸۸ نفر جمعیت دارد و ۴۲۴ متر بالاتر از سطح دریا واقع شده‌است.